# 馬信 (永樂進士)
馬信（？年—？年），字號不詳。四川承宣布政使司保寧府閬中縣（今四川南充市閬中市）人，明朝政治人物。

## 生平
中舉年份不詳。
永樂七年（1409年）己丑科會試貢士。
永樂九年（1411年）辛卯科第三甲第四十九名同進士出身。任翰林院檢討，後升大理寺寺副。
年齡未及四十歲即致仕，楊士奇贈詩：「誰似翰林馬檢討，黑頭苦思戀家山。」時人將馬信比作錢若水。